# György Attila
György Attila (Csíkszereda, 1971. augusztus 15. –) József Attila-díjas romániai magyar író, újságíró, szerkesztő.

## Élete
1989-ben végzett a csíkszeredai Matematika-Fizika Líceumban (ma Márton Áron Gimnázium). 1991 és 1997 között újságíróként, az Ifi Fórum, If, Zabhegyező ifjúsági folyóiratok főszerkesztőjeként, valamint az Erdélyi Napló munkatársaként működött. 1999-ben szerkesztette a Könyvjelző című erdélyi könyvszakmai folyóiratot, illetve az Internetto Transsylvaniae internetes portált.
1997 óta szerkesztője a Székelyföld című kulturális folyóiratnak.
Novellái, publicisztikái romániai és magyarországi folyóiratok hasábjain egyaránt rendszeresen jelennek meg. A Magyar Írószövetség és a Fiatal Írók Szövetségének tagja, valamint az Erdélyi Magyar Írók Ligájának egykori intendánsa.
2011. március 12-én a március 15-ei nemzeti ünnep alkalmából szervezett átadáson József Attila-díjban részesült Budapesten, a díjat Réthelyi Miklós nemzeti erőforrás miniszter adta át.

## Kötetei
- Ki olyan, mint a Sárkány?; Kájoni, Csíkszereda, 1995
- A boszorkányok feltámadása; Erdélyi Híradó, Kolozsvár, 1997 (Előretolt helyőrség könyvek)
- Történetek a nyereg alól; Pro-Print, Csíkszereda, 1999
- Csíki székely krónika; szerk. György Attila; Hargita, Csíkszereda, 2000
- Harminchárom; Magyar Könyvklub, Bp., 2002
- Harcosok könyve; Concord Media, Arad, 2005
- Az én státusom; Havas Kiadó, Kézdivásárhely, 2005
- Harcosok könyve. A boszorkányok feltámadása; Erdélyi Híradó, Kolozsvár, 2007
- Hajós a kikötőben; Méry Ratio, Somorja, 2009
- Tájképek, harcosokkal; ARTprinter, Sepsiszentgyörgy, 2011
- .áetriuxa avagy Macskalauz haladóknak; ARTprinter, Sepsiszentgyörgy, 2012
- Bestiarum Siculorum; Sétatér Kulturális Egyesület, Kolozsvár, 2013 (Sétatér könyvek)
- Kerek a világ; ARTprinter, Sepsiszentgyörgy, 2016
- Lucius Caius Tarquinius Porsenna: Emlékiratok. György Attila tolmácsolásában; Kárpát-medencei Tehetséggondozó Nonprofit Kft., Bp., 2018
- Bestiarium siculorum. Transzilvállatok avagy azon székely lények jegyzéke, amelyek vagy valamik, vagy mennek valahová; Előretolt Helyőrség Íróakad.–Kárpát-medencei Tehetséggondozó Nonprofit Kft., Bp., 2019 (Székely termék sorozat)
- Gasztroördög. Avagy A rántott macska, és más finom történetek; ARTprinter, Sepsiszentgyörgy, 2021

## Díjai, kitüntetései
- a Magyar Újságírók Romániai Egyesületének nívódíja
- Bálint András-emlékdíj
- a Tokaji Írótábor Kuratóriumának 2002-es díja
- József Attila-díj (2011)[1]